# Fulla blava

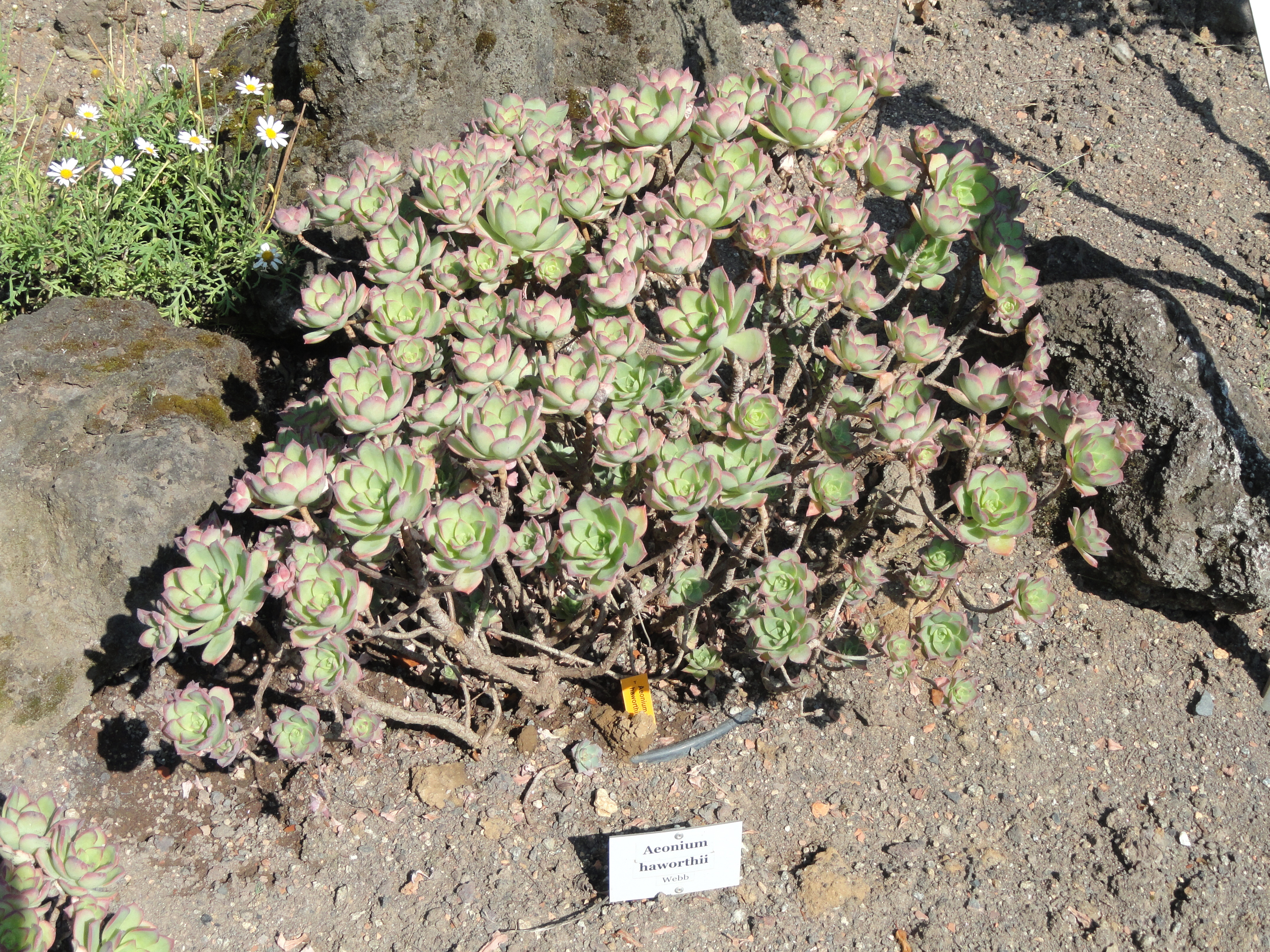
Detall de la planta

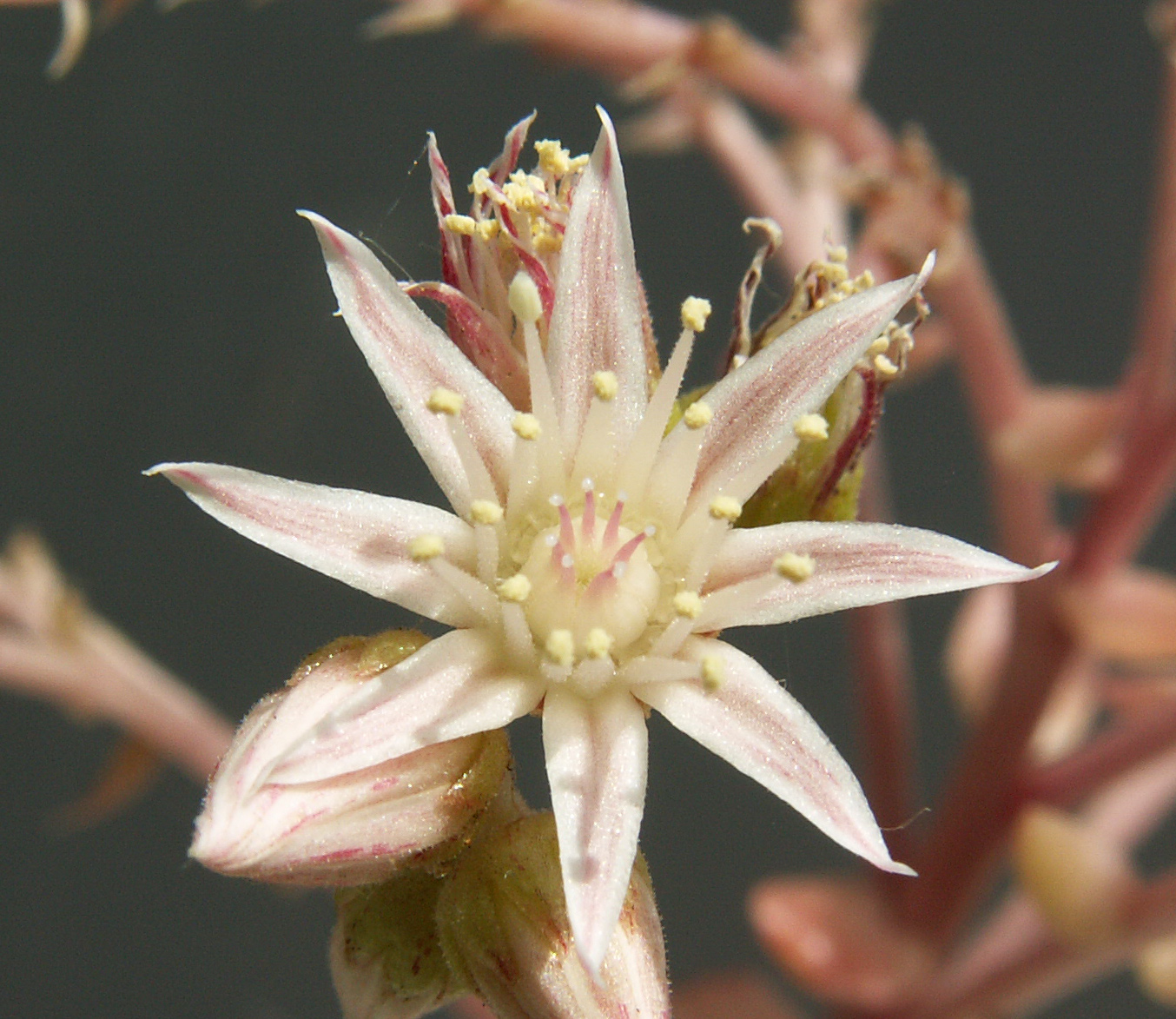
Detall de la inflorescència

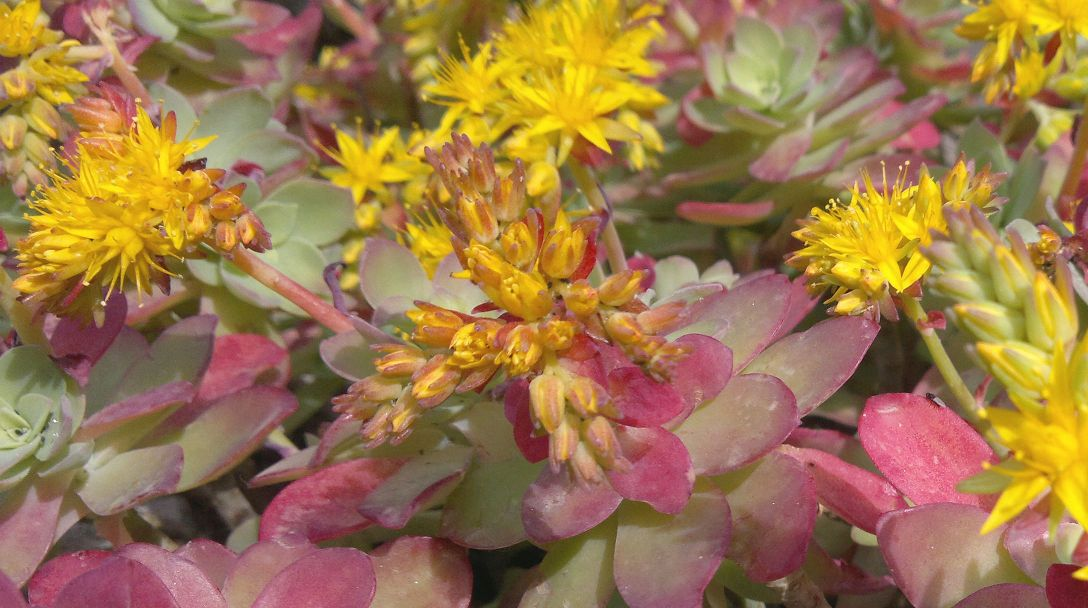
Flors de Aeonium haworthii. (Vallès Oriental)

La fulla blava (Aeonium haworthii), és una espècie de planta amb flors de la família de les crassulàcies nativa de l'illa de Tenerife (Illes Canàries) i que ha estat introduïda a zones amb clima similar, com el sud de Califòrnia als Estats Units. És cultivada com a planta ornamental d'interior a les regions temperades. Ha guanyat el Guardó al Mèrit en Jardineria de la Reial Societat d'Horticultura de Londres.
És una planta amb fulles suculentes, tija llenyosa i gruixuda amb fulles de color verd vermellós amb un senyal en forma de triangle o diamant. Creix fins als 60 cm.
Pertany al grup de les espècies arbustives ramificades. Floreix a la primavera, amb flors que són de color crema o rosat, d'un cm d'ample. Les fulles són obovades, glabres, glauques i amb les bores vermelles i ciliades, disposades en rosetes petites, de 6-11 cm de diàmetre, amb les fulles internes més o menys erectes. És una espècie que habita a la sorra de les platges.

## Taxonomia
Aeonium haworthii Webb & Berthel. va ser descrita per Philip Barker Webb i Sabin Berthelot i publicada a Histoire Naturelle des Iles Canaries. Paris. 3(2:1): 193.(1841).
Etimologia
Aeonium és un nom genèric del llatí aeonium, aplicat per Dioscòrides a una planta crassa, probablement derivat del grec aionion, que significa "sempre viva".
haworthii és el nom específic dedicat a Adrian Hardy Haworth (1786-1833), botànic anglès.
Sinonímia
- Sempervivum haworthii  (Webb & Berthelot) Salm-Dyck ex Christ (1888)[6]
- Aeonium volkeri  E.Hernández & Bañares (1996)